# Zoila friendii
Zoila friendii – gatunek porcelanki. Osiąga od 42 do 107 mm, typowy przedstawiciel mierzy około 70–80 mm. Porcelanka Scotta to wyjątkowo rzadki australijski gatunek. Ze względu na piękne wybarwienie muszli jest ona szczególnie poszukiwana przez kolekcjonerów – co (przy rzadkości występowania i surowości australijskiego prawa dotyczącego połowu i wywozu z kraju muszli) przekłada się na wysoką cenę muszli tej porcelanki.

## Występowanie
Tereny występowania Zoila friendii są bardzo zacieśnione i ograniczają się do zachodnich wybrzeży Australii.